# Liste der Kulturdenkmale in Schwarzatal
In der Liste der Kulturdenkmale in Schwarzatal sind alle Kulturdenkmale der Ortsteile der thüringischen Stadt Schwarzatal (Landkreis Saalfeld-Rudolstadt) aufgelistet (Stand: 12. Februar 2013).

## Lichtenhain/Bergbahn
Einzeldenkmale
| Bild            | Bezeichnung                                                                                        | Lage                          | Datierung | Beschreibung | ID |
| --------------- | -------------------------------------------------------------------------------------------------- | ----------------------------- | --------- | ------------ | -- |
| Fotos hochladen | Gleis / Bestandteil der Sachgesamtheit „Eisenbahnstrecke Oberweißbacher Berg- und Schwarzatalbahn“ | Koordinaten fehlen! Hilf mit. |           |              |    |
| Fotos hochladen | Gleis / Bestandteil der Sachgesamtheit „Eisenbahnstrecke Oberweißbacher Berg- und Schwarzatalbahn“ | Koordinaten fehlen! Hilf mit. |           |              |    |
| Fotos hochladen | Wohnhaus/Bestandteil der Sachgesamtheit „Oberweißbacher Berg- und Schwarzatalbahn“                 | Koordinaten fehlen! Hilf mit. |           |              |    |
| Fotos hochladen | Bahnhof, Trafohaus / Bestandteil der Sachgesamtheit „Oberweißbacher Berg- und Schwarzatalbahn“     | Koordinaten fehlen! Hilf mit. |           |              |    |
| Fotos hochladen | Ehemalige Schule (Alte Schule)                                                                     | Ortsstraße 30                 |           |              |    |

## Mellenbach-Glasbach
Einzeldenkmale
| Bild                                    | Bezeichnung | Lage                                     | Datierung | Beschreibung                                        | ID |
| --------------------------------------- | --- | ---------------------------------------- | --------- | --------------------------------------------------- | -- |
| Fotos hochladen                         | Gleis / Bestandteil der Sachgesamtheit „Eisenbahnstrecke Oberweißbacher Berg- und Schwarzatalbahn“                                         | Koordinaten fehlen! Hilf mit.            |           |                                                     |    |
| Fotos hochladen                         | Gleis / Bestandteil der Sachgesamtheit „Eisenbahnstrecke Oberweißbacher Berg- und Schwarzatalbahn“                                         | Koordinaten fehlen! Hilf mit.            |           |                                                     |    |
| Fotos hochladen                         | Gleis / Bestandteil der Sachgesamtheit „Eisenbahnstrecke Oberweißbacher Berg- und Schwarzatalbahn“                                         | Koordinaten fehlen! Hilf mit.            |           |                                                     |    |
| Fotos hochladen                         | Gleis / Bestandteil der Sachgesamtheit „Eisenbahnstrecke Oberweißbacher Berg- und Schwarzatalbahn“                                         | Koordinaten fehlen! Hilf mit.            |           |                                                     |    |
| Fotos hochladen                         | Gleis / Bestandteil der Sachgesamtheit „Eisenbahnstrecke Oberweißbacher Berg- und Schwarzatalbahn“                                         | Koordinaten fehlen! Hilf mit.            |           |                                                     |    |
| Fotos hochladen                         | Bahnhof Mellenbach-Glasbach mit Güterschuppen / Bestandteil der Sachgesamtheit „Eisenbahnstrecke Oberweißbacher Berg- und Schwarzatalbahn“ | August-Bebel-Straße 29                   |           |                                                     |    |
| Fotos hochladen                         | Villa mit Einfriedung (jetzt Kindergarten)                                                                                                 | Barigauer Weg 11                         |           |                                                     |    |
| Fotos hochladen                         | Wohnhaus | Birkigtgasse 1                           |           |                                                     |    |
| Fotos hochladen                         | Wohnhaus | Birkigtgasse 20                          |           |                                                     |    |
| Fotos hochladen                         | Ehemaliges Sägewerk und Fabrikantenvilla                                                                                                   | Fröbelstraße 1                           |           |                                                     |    |
| Fotos hochladen                         | Wohnhaus | Karl-Marx-Straße 3                       |           |                                                     |    |
| Fotos hochladen                         | Wohnhaus | Karl-Marx-Straße 7                       |           |                                                     |    |
| Fotos hochladen                         | Wohn- und Geschäftshaus | Karl-Marx-Straße 20                      |           |                                                     |    |
| Direkt Bild zu diesem Denkmal hochladen | Scheune | Karl-Marx-Straße 22                      |           | Das Gebäude existiert nicht mehr, wurde abgerissen. |    |
| Fotos hochladen                         | Ehemalige pharmazeutische Fabrik | Karl-Marx-Straße 24                      |           |                                                     |    |
| Fotos hochladen                         | Wohnhaus | Karl-Marx-Straße 25                      |           |                                                     |    |
| Fotos hochladen                         | Scheune | Karl-Marx-Straße 33                      |           |                                                     |    |
| Fotos hochladen                         | Villa | Karl-Marx-Straße 56                      |           |                                                     |    |
| Fotos hochladen                         | Nebengebäude und Werkstatt (ehemalige Thermometerherstellung)                                                                              | Karl-Marx-Straße 93                      |           |                                                     |    |
| Fotos hochladen                         | Wohnhaus | Karl-Marx-Straße 114                     |           |                                                     |    |
| weitere Bilder Fotos hochladen          | Ehemaliges Postamt | Karl-Marx-Straße 134                     |           |                                                     |    |
| weitere Bilder Fotos hochladen          | Evangelische Kirche mit Ausstattung | Lichtenhainer Weg (Karte)                |           |                                                     |    |
| Fotos hochladen                         | Pfarrhof | Lichtenhainer Weg 1                      |           |                                                     |    |
| Direkt Bild zu diesem Denkmal hochladen | Katholische Kirche mit Ausstattung | Lichtenhainer Weg 1a                     |           | Das Gebäude existiert nicht mehr, wurde abgerissen. |    |
| Fotos hochladen                         | Wohnstallhaus | Lichtenhainer Weg 8                      |           |                                                     |    |
| weitere Bilder Fotos hochladen          | Bahnhof Obstfelderschmiede / Bestandteil der Sachgesamtheit „Eisenbahnstrecke Oberweißbacher Berg- und Schwarzatalbahn“                    | Rothensteinweg/Bergbahn 9 und 10 (Karte) |           |                                                     |    |
| Fotos hochladen                         | Wohn- und Verwaltungsgebäude der Sargfabrik                                                                                                | Schottleite 17/18                        |           |                                                     |    |
| weitere Bilder Fotos hochladen          | Bahnhofsgebäude – Haltepunkt Zirkel | Zirkel 2 (Karte)                         |           |                                                     |    |
| Fotos hochladen                         | Betriebsgebäude (Hauptgebäude) | Zirkel 3                                 |           |                                                     |    |
| Fotos hochladen                         | Jugendstilvilla, Wohnhaus der ehemaligen Zirkelmühle                                                                                       | Zirkel 7                                 |           |                                                     |    |

## Meuselbach
Einzeldenkmale
| Bild                           | Bezeichnung                                                                     | Lage                    | Datierung | Beschreibung | ID |
| ------------------------------ | ------------------------------------------------------------------------------- | ----------------------- | --------- | ------------ | -- |
| Fotos hochladen                | Gleis/Bestandteil der Sachgesamtheit „Oberweißbacher Berg- und Schwarzatalbahn“ | Meuselbach-Schwarzmühle |           |              |    |
| Fotos hochladen                | Gleis/Bestandteil der Sachgesamtheit „Oberweißbacher Berg- und Schwarzatalbahn“ | Meuselbach-Schwarzmühle |           |              |    |
| Fotos hochladen                | Gleis/Bestandteil der Sachgesamtheit „Oberweißbacher Berg- und Schwarzatalbahn“ | Meuselbach-Schwarzmühle |           |              |    |
| Fotos hochladen                | Gleis/Bestandteil der Sachgesamtheit „Oberweißbacher Berg- und Schwarzatalbahn“ | Meuselbach-Schwarzmühle |           |              |    |
| weitere Bilder Fotos hochladen | Kirche mit Ausstattung                                                          | Meuselbach (Karte)      |           |              |    |
| Fotos hochladen                | Glockenturm der Meuselbacher Kirche                                             | Meuselbach              |           |              |    |
| Fotos hochladen                | Pfarrhaus                                                                       | Ortsstraße 25           |           |              |    |

## Oberweißbach/Thür. Wald
Einzeldenkmale
| Bild                           | Bezeichnung                                                                                        | Lage                          | Datierung | Beschreibung | ID |
| ------------------------------ | -------------------------------------------------------------------------------------------------- | ----------------------------- | --------- | ------------ | -- |
| Fotos hochladen                | Gleis / Bestandteil der Sachgesamtheit „Eisenbahnstrecke Oberweißbacher Berg- und Schwarzatalbahn“ | Koordinaten fehlen! Hilf mit. |           |              |    |
| Fotos hochladen                | Gleis / Bestandteil der Sachgesamtheit „Eisenbahnstrecke Oberweißbacher Berg- und Schwarzatalbahn“ | Koordinaten fehlen! Hilf mit. |           |              |    |
| weitere Bilder Fotos hochladen | Fröbelturm                                                                                         | (Karte)                       |           |              |    |
| weitere Bilder Fotos hochladen | Hoffnungskirche mit Ausstattung                                                                    | (Karte)                       |           |              |    |
| weitere Bilder Fotos hochladen | Friedhof mit Friedhofskapelle und Rest eines Glockenturmes (Eingang)                               | (Karte)                       |           |              |    |
| Fotos hochladen                | Friedrich-Fröbel-Schule                                                                            | Fröbelstraße 12               |           |              |    |
| weitere Bilder Fotos hochladen | Fröbel-Denkmal                                                                                     | Markt                         |           |              |    |
| Fotos hochladen                | Gasthaus „Schenke“ mit Nebengebäude                                                                | Markt 8                       |           |              |    |
| weitere Bilder Fotos hochladen | Geburtshaus Friedrich Fröbels (Fröbelmuseum)                                                       | Markt 10                      |           |              |    |
| Fotos hochladen                | Wohnhaus mit Nebengebäude                                                                          | Rudolstädter Straße 25        |           |              |    |
| Fotos hochladen                | Wohnhaus mit Nebengebäude                                                                          | Rudolstädter Straße 42        |           |              |    |
| Fotos hochladen                | Wohnhäuser mit Nebengebäuden                                                                       | Rudolstädter Straße 71/72     |           |              |    |
| Fotos hochladen                | Wohn- und Geschäftshaus                                                                            | Rudolstädter Straße 79        |           |              |    |
| Fotos hochladen                | Wohnhaus                                                                                           | Rudolstädter Straße 80        |           |              |    |
| Fotos hochladen                | Wohnhaus                                                                                           | Sonneberger Straße 18         |           |              |    |
| Fotos hochladen                | Wohnhaus                                                                                           | Sonneberger Straße 136        |           |              |    |
| Fotos hochladen                | Wohnhaus und Nebengebäude                                                                          | Sonneberger Straße 141        |           |              |    |

## Quelle
- Denkmalliste des Landkreises Saalfeld-Rudolstadt. (PDF; 632 kB) kreis-slf.de

- Karte mit allen Koordinaten:
- OSM |
- WikiMap